# Hady Tarek
Hady Tarek (geb. am 24. Oktober in Kairo) ist ein Techno-Künstler aus Ägypten.

## Karriere
Hady startete seine DJ-Karriere im Jahr 2002, als er seine Lieblingslieder in Mix-Sessions arrangierte, die bei seinen Freunden und erweiterten sozialen Netzwerken beliebt wurden. Aufgrund der Beliebtheit seiner Mixes veranstaltete er kleine Partys, bei denen er mit Begeisterung für seine Track-Auswahl-Fähigkeiten empfangen wurde.
Nach einem Jahr ununterbrochener Gigs und Clubnächten brachte er seine Mixes zu Nile FM, dem größten Radiosender in Ägypten mit UKW-, Satelliten- und Online-Sendungen. Sein erster Auftritt im Jahr 2004 brachte seine Musik einem breiteren Publikum näher und markierte den Beginn eines regelmäßigen Gastauftritts auf dem Sender. Im Jahr 2005 spielte Hady in den beliebten Stränden und Clubs in Reisezielen wie Kairo, Scharm asch-Schaich und Agami. Im selben Jahr wählte ihn Heineken Thirst in die „Best 12 DJs in Egypt“.
Am Silvesterabend 2007 war Hady maßgeblich der Realisierung von „Bayfest“ beteiligt, dem ersten Festival für elektronische Musik in Ägypten. Er spielte alle drei Nächte des Festivals und teilte sich die Bühne mit Namen wie Aly & Fila, Matthew Dekay, James Lavelle, oder Paul Rogers. In den nächsten Jahren war Hady in führenden Online-Radiosendern wie Proton Radio, Frisky Radio, Danceradio.gr und Ensonic Radio zu sehen. Er spielte größere Auftritte, wo er die Decks mit verschiedenen Künstlern teilte, darunter Aly & Fila, Nick Warren, Rachael Starr, Jay Lumen, Rae und andere bekannte Künstler. Wiederholt legt er auf den Festivals von FSOE oder Amsterdam Dance Event auf sowie in diversen Ländern, wie Griechenland, Spanien oder Ägypten.
Als Produzent trat er erstmals 2011 in Erscheinung mit seiner Veröffentlichung, The Beginning / Time With You EP, auf Ensonic Digital. Dank der Unterstützung von Größen wie Paul Oakenfold erhielt es ein renommiertes Feedback und erreichte Platz fünf in Promo-Pools. Es folgten zahlreiche Neuerscheinungen wie Forward, Come Again und Aprils Fool, darunter Remixes von One Million Toys, Franzis-D und Castano. Gespielt werden seine Werke von Größen wie Aly & Fila, Philippe El Sisi, John Flemming, Airwave, Solarstone oder Matan Caspi gespielt. Der durchschlagende Erfolg seiner neuesten Veröffentlichungen gab ihm die Chance, mit einigen der besten Labels und Künstlern der Szene zusammenzuarbeiten, wodurch seine Produktionen auf FSOE Recordings und Bonzai Records unterzeichnet werden.

## Produktionen

### Singles (Auswahl)
- 2014: Night Shift (Bonzai Records)
- 2017: Disclosure (Audio.)
- 2017: Headspace (ICONYC)
- 2017: Resistance (Baroque Records)
- 2018: Final Level (Bonzai Records)
- 2018: Endless River (Bonzai Records)
- 2018: Sakura (Bonzai Records)
- 2019: Moments (FSOE UV)

### Remixes (Auswahl)
- 2013: Mohamed Ragab – Sharm (Hady Tarek Sunrise Remix) (FSOE Recordings)
- 2016: Radiohead – There There (Hady Tarek & Jaap Ligthart Rework) (CDR)[12]
- 2018: Alex O'Rion – Honey (Hady Tarek Remix) (Hydrogen)